# Пенсильвания (отель)
Отель Пенсильвания (англ. Hotel Pennsylvania) был построен компанией «Железные дороги Пенсильвании» (Pennsylvania Railroad) (архитектурная фирма McKim, Mead, and White) и открыт 25 января 1919 года. Во время открытия являлся самым большим отелем мира и насчитывал 2200 номеров. Сейчас в отеле 21 жилой этаж (из 22) и 1700 номеров.
Отель находится на 7-й авеню, между 32 и 33 улицами в Центральном Манхеттэне (Нью-Йорк).
В квартале от отеля находятся крупнейший в мире универмаг Мейси Геральд Сквер, а за углом — небоскрёб Эмпайр-стейт-билдинг
В декабре 1925 года в отеле остановился Уильям Фолкнер, когда писал один из своих романов. Позже он получил Нобелевскую премию по литературе.
В 1946 году Американо-русский институт провёл в Отеле Пенсильвания своё первое награждение, передав медаль Франклина Рузвельта его представителям.

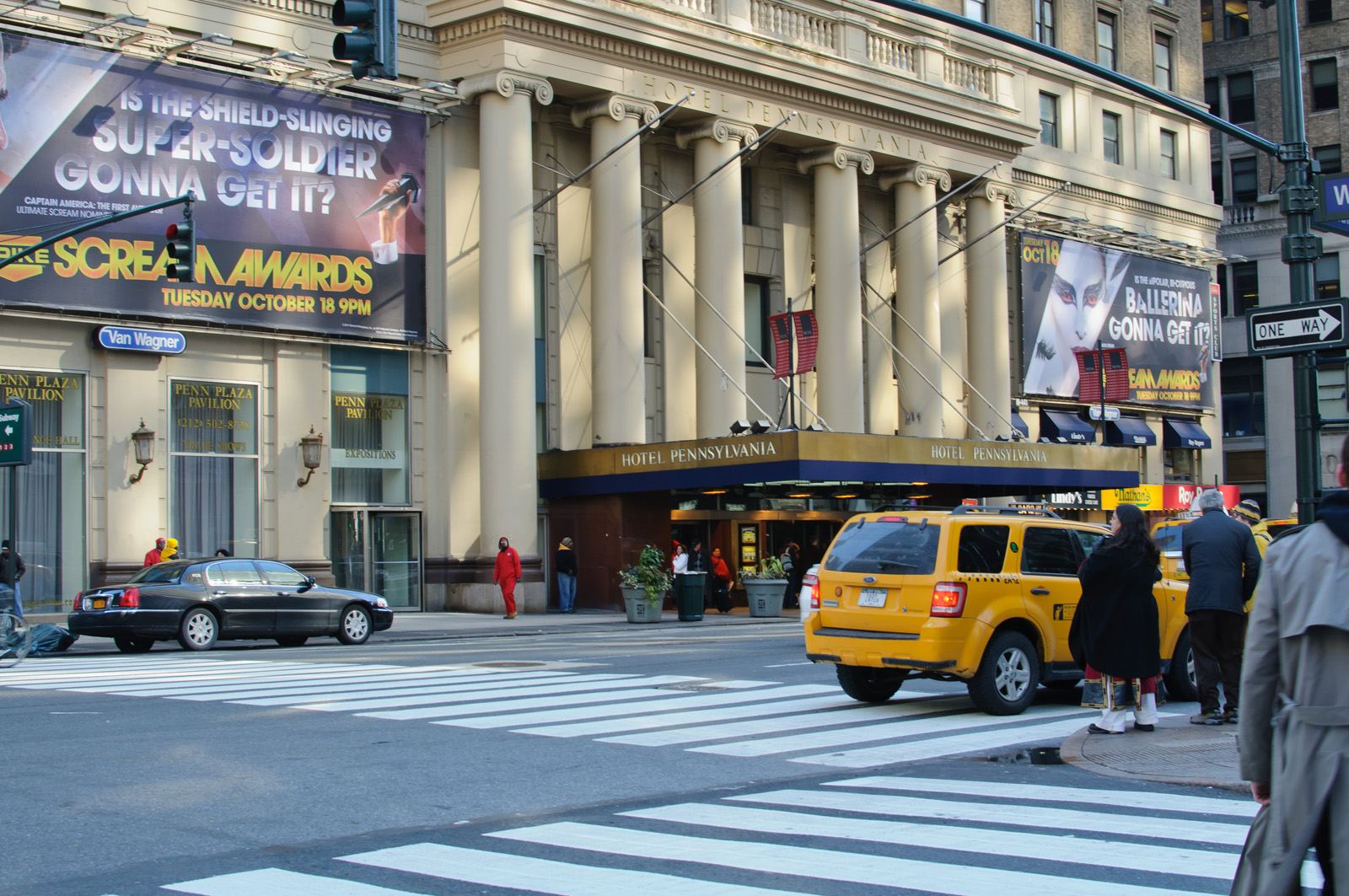
Центральный вход